# والتر هاينز بيج
والتر هاينز بيج (بالإنجليزية: Walter Hines Page)‏ هو دبلوماسي وكاتب وصحفي أمريكي، ولد في 15 أغسطس 1855 في كاري في الولايات المتحدة، وتوفي في 22 ديسمبر 1918 في بينهورست في الولايات المتحدة بسبب نوبة قلبية.

## وصلات خارجية
- والتر هاينز بيج على موقع الموسوعة البريطانية (الإنجليزية)